# Lubny
Lubny (ukrajinsky Лубни) jsou město v Poltavské oblasti na Ukrajině. Leží na pravém břehu řeky Suly a v roce 2022 v něm žilo přes 44 tisíc obyvatel.
Přes Lubny vede Evropská silnice E40 z Calais do Volgogradu, Biškeku a Ridderu.

## Rodáci
- Ljudmila Ruděnková, sovětská šachistka
- Natalija Fjodorivna Meklynová, válečná pilotka, příslušnice 46. gardového tamaňského nočního bombardovacího pluku
- Antonij, ukrajinský duchovní